# Helmut Thaler
Helmut Thaler (ur. 22 stycznia 1940 w Imst) – austriacki saneczkarz startujący w jedynkach i dwójkach, wicemistrz olimpijski, medalista mistrzostw świata i Europy.

## Kariera
Pierwszy sukces w karierze osiągnął w 1960 roku, kiedy razem ze swym bratem Herbertem zdobył srebrny medal w dwójkach podczas mistrzostw świata w Garmisch-Partenkirchen. Na rozgrywanych rok później mistrzostwach świata w Girenbad, w parze z Reinholdem Sennem, zdobył brązowy medal w tej konkurencji. W tym samym składzie Austriacy zdobyli też srebrny medal podczas igrzysk olimpijskich w Innsbrucku w 1964 roku. Ponadto na mistrzostwach Europy w Königssee w 1967 roku wywalczył srebrny medal w dwójkach. Brał także udział w igrzyskach olimpijskich w Grenoble, gdzie rywalizację w dwójkach ukończył na czternastej pozycji.
W 1996 roku otrzymał Odznakę Honorową za Zasługi dla Republiki Austrii.

## Osiągnięcia

### Igrzyska olimpijskie
| Rok  | Miejsce   | Jedynki | Dwójki |
| ---- | --------- | ------- | ------ |
| 1964 | Innsbruck |         | 2.     |
| 1968 | Grenoble  | 14.     |        |